# Чертаново Южное
Черта́ново Ю́жное — район в Южном административном округе Москвы и соответствующий ему одноимённый муниципальный округ.

## Показатели
Площадь территории района составляет 938 га (2010 год), население — 150067 человек (2018 год), плотность населения — 15998,61 чел./км² (2018 год), площадь жилого фонда — 2192,77 тыс. м² (2010 год).

## Границы
Границы района определены Законом города Москвы «О территориальном делении города Москвы» от 5 июля 1995 года (с изменениями на 26 июня 2013 года):
- Граница района Чертаново Южное проходит: по границе города Москвы, далее по оси МКАД (исключая транспортную развязку Куликовской улицы), далее общим направлением на север по восточной границе лесного массива природно-исторического парка «Битцевский лес», по западной границе воинской части, западной и северной границам ГСК «Авто-Новатор», на север до границы АСК «Флора», по западной границе АСК «Флора», на запад и северо-восток по тропе между лесной и озелененной территориями, по восточной границе территории природно-исторического парка «Битцевский лес» до межевого знака № 2, северной границе оврага реки Городни, осям: Чертановской улицы, Кировоградского проезда и Кировоградской улицы, южным границам домовладений № 19 (корпус 2) по улице Кировоградской и № 144 по Варшавскому шоссе, осям: Варшавского шоссе, улицы Подольских Курсантов, оси полосы отвода Курского направления Московской железной дороги до границы города Москвы.

## Население
| 2002     | 2010     | 2012     | 2013     | 2014     | 2015     | 2016     |
| -------- | -------- | -------- | -------- | -------- | -------- | -------- |
| 133 008  | ↗143 662 | ↗144 518 | ↗144 973 | ↗146 322 | ↗146 977 | ↗147 907 |
| 2017     | 2018     | 2019     | 2020     | 2021     | 2023     | 2024     |
| ↗148 270 | ↗150 067 | ↗151 726 | ↗151 899 | ↗159 152 | ↘158 304 | ↘156 092 |

### Национальный состав
По итогам переписи населения 2020 года проживали следующие национальности (национальности менее 0,1 % и другое, см. в сноске к строке «Другие»):
| Национальность | Численность, чел. | Доля     |
| -------------- | ----------------- | -------- |
| Русские        | 104 473           | 65,64 %  |
| Татары         | 927               | 0,58 %   |
| Армяне         | 617               | 0,39 %   |
| Азербайджанцы  | 472               | 0,30 %   |
| Украинцы       | 448               | 0,28 %   |
| Таджики        | 288               | 0,18 %   |
| Киргизы        | 270               | 0,17 %   |
| Узбеки         | 225               | 0,14 %   |
| Евреи          | 205               | 0,13 %   |
| Белорусы       | 160               | 0,10 %   |
| Другие         | 51 067            | 32,09 %  |
| Итого          | 159 152           | 100,00 % |

## Политическое устройство

### Исполнительная власть
Исполнительную власть в Чертаново Южное осуществляет Управа района, подведомственная Правительству Москвы. Координацию и контроль за деятельностью управы района осуществляет префект Южного административного округа города Москвы.
Управу района возглавляет Глава — Щербаков Николай Викторович (с 08.11.2016).

### Местное самоуправление
Решение вопросов местного значения, владение, пользование и распоряжение муниципальной собственностью осуществляется Советом депутатов муниципального округа Чертаново Южное.
Совет депутатов состоит из 15 человек. Главой избран Новиков Александр Анатольевич (созыв 2017—2022 годов).

## Парки
Битцевский парк
Аннинский лесопарк
Небольшой лесопарк площадью 19,2 га на юге района Чертаново Южное у метро Аннино. Получил свое название от бывшей подмосковной деревни Аннино. Лесопарк разделен на две части улицей Мосстройпуть: северная часть, которую местные жители раньше называли Дубки, располагается к востоку от бывшей деревни Аннино, на севере граничит с промзоной и цементным заводом, c юго-запада ограничена уцелевшими домами бывшего посёлка Мосстройпуть, здесь произрастают 70—80-летние липы и отдельные дубы; южная часть лесопарка простирается до МКАД, произрастают лиственница, ясень, вяз, клён остролистный, ель и дуб.
Покровский парк
Народный парк «Покровский» общей площадью 7,5 га находится в восточной части района Чертаново Южное. Рядом с парком есть автобусные остановки и станция МЦД Покровское. На территории Покровского парка сохранился памятник Великой Отечественной войны — железо-бетонная огневая точка (ЖБОТ), установленный в 1941 году на главном оборонительном рубеже для защиты Москвы от наступающих немецких войск. В 2013 году было проведено благоустройство парка. Близ парка находится Храм Покрова Пресвятой Богородицы на Городне 1722 года постройки.

## Транспорт
Транспортная доступность района высокая. Имеется развитая сеть общественного транспорта (метро, трамвай, автобусы), связывающая Чертаново Южное с центром Москвы, другими районами города и населёнными пунктами Московской области. На территории района в перспективе будут располагаться два крупных транспортно-пересадочных узла: ТПУ «Лесопарковая» и ТПУ «Красный Строитель».

### Автомобильные дороги
Основной транспортной магистралью является Варшавское шоссе, выходящее на МКАД. В 2013 году была проведена реконструкция Варшавского шоссе, обустроены подземные пешеходные переходы, улица-дублёр, парковочная зона, карманы на остановках общественного транспорта и выделенная полоса для общественного транспорта. В пределах района магистраль полностью бессветофорная.
Локальным дублёром Варшавского шоссе к востоку от шоссе является Дорожная улица, которая была реконструирована в 2019 году. В рамках реконструкции были соединены все участки Дорожной улицы, дорога расширена до четырёх полос, построены эстакада через железнодорожные пути, два подземных пешеходных перехода и др.

### Метро
На территории района расположены три станции метро — «Аннино», «Улица Академика Янгеля» Серпуховско-Тимирязевской линии и «Лесопарковая» Бутовской линии.

### Железнодорожный транспорт
На восточной границе Чертаново Южное с другим районом Москвы, Бирюлево Западное, проходит участок Московской железной дороги Курского направления. В пределах района располагаются две железнодорожные станции: Красный Строитель и Покровское. Железнодорожный транспорт позволяет добраться до центра Москвы (Курский вокзал) примерно за 25 минут.
21 ноября 2019 года была запущено пассажирское движение по второй линии Московских центральных диаметров от Нахабино до Подольска.

### Трамвай
По улице Чертановская и улице Академика Янгеля проходят два трамвайных маршрута: 1 (Чертаново Южное — Москворецкий рынок) и 16 (Чертаново Южное — Даниловская мануфактура).

### Автобусы
Район обслуживает автобусный маршрут № м95 (Даниловский рынок — 5 мкрн. Северного Бутова). Маршрут № 938 (Чертаново Южное — метро Калужская). Ночной маршрут № н8 (Остафьевская улица — метро Китай-город). Перевозчиком является ГУП «Мосгортранс» (Филиал Южный).

## Храмы
В районе имеются два действующих храма. Входят в состав Донского благочиния Московской городской епархии Русской православной церкви.
- Храм Покрова Пресвятой Богородицы на Городне 1722 года, улица 2-я Покровская, 24 а. Старейший существующий храм и единственный сохранившийся памятник истории и архитектуры Чертанова[25][26].
- Храм царя страстотерпца Николая II в Аннино (заложен в 2013 году), Варшавское ш., 160 А[27].

## Галерея
- Храм Покрова Пресвятой Богородицы на Городне
- Покровский парк
- Жилой дом 1961 года, одно из старейших сохранившихся зданий Чертанова
- Жилой дом 1962 года, одно из старейших сохранившихся зданий Чертанова